# Mountainbikepark Pfälzerwald
Der Mountainbikepark Pfälzerwald ist ein über 900 Kilometer umfassendes Streckennetz für Mountainbikes im Zentrum des Naturparks Pfälzerwald.

## Geschichte

### Vorgeschichte

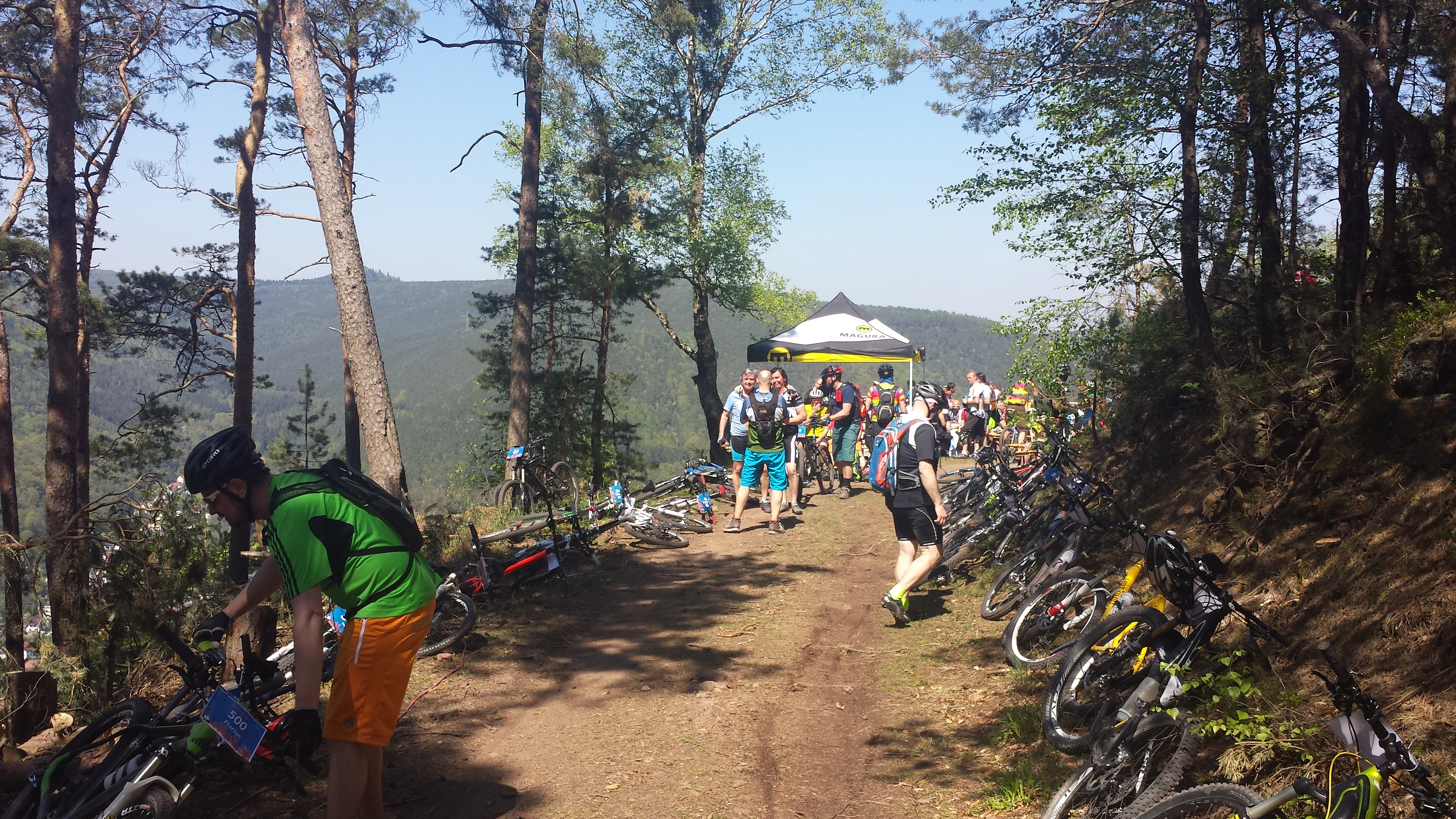
Der Gäsbock-Marathon bei Lambrecht im Mountainbikepark Pfälzerwald (2016)

Bereits seit dem Jahr 2001 findet im Pfälzerwald der Mountainbike-Marathon Gäsbockbiker statt, der in den folgenden Jahren immer mehr Teilnehmer anlockte.

### Mountainbikepark
Der Mountainbikepark Pfälzerwald wurde im April 2005 mit fünf ausgeschilderten Touren und einem Mountainbike-Streckennetz von etwa 300 Kilometern im Naturpark und Biosphärenreservat Pfälzerwald eröffnet. Noch im selben Jahr zeichnete das Kuratorium Sport und Natur e. V. den Mountainbikepark mit dem Umweltpreis für eine besonders gelungene Verbindung von Naturschutz und Natursport aus. 2010 wurde das 10-jährige Bikepark-Jubiläum mit mehreren Veranstaltungen gefeiert und die Deutsche Initiative Mountainbike e. V. (DIMB) zeichnete das abwechslungsreiche Tourennetz als das beste Deutschlands mit vier Sternen aus. In der Begründung wurde unter anderem auf den hohen Anteil von Singletrails verwiesen. Im Jahr 2014 wurde die optimierte Mountainbike-Tour Nummer 4 des Bikeparks von der DIMB als „Premium Trail Tour“ zertifiziert.
2016 fand auf Strecken des Mountainbikeparks unter dem Motto „Sweet Little Sixteen“ der 16. Gäsbock-Mountainbike-Marathon mit etwa 600 Teilnehmern statt. Im selben Jahr wurden durch eine Erweiterung 15 neue Routen ausgewiesen. Dadurch vergrößerte sich das Mountainbike-Streckennetz auf über 900 Kilometer ausgeschilderter Wege.
Bekannte Radprofis wie Karl Platt und Udo Bölts nutzen den Bikepark regelmäßig als Trainingsstrecken.

## Strecken

### Streckennetz
Die beschilderten Touren haben unterschiedliche Schwierigkeitsgrade und sind sowohl für Sport als auch für Freizeit geeignet:

#### Zentrum Pfälzerwald
Im Zentrum des Pfälzerwalds liegen die Touren 1 bis 6, die zwischen 50 und 70 km lang sind und dabei zwischen 770 und 1.570 Höhenmeter überwinden. Die Touren sind jeweils in der Form einer Acht konzipiert, so dass auch nur eine halbe Tour gefahren werden kann:
- Tour 1 Rodalben – ab dem Bahnhof Rodalben, 54 km, davon 9,8 km Single-Trail
- Tour 2 Waldfischbach – ab dem Bahnhof Waldfischbach, 48 km, davon 6,8 km Single-Trail
- Tour 3 Schopp – ab dem Bahnhof Schopp, 67 km, davon 9,7 km Single-Trail
- Tour 4 Hochspeyer – ab dem Bahnhof Hochspeyer, 64 km, davon 14,3 km Single-Trail (25 % Singletrail-Anteil)[4]
- Tour 5 Lambrecht – ab dem Bahnhof Lambrecht (Pfalz), 74 km, davon 12,5 km Single-Trail
- Tour 6 Landstuhl – Start- und Zielort auf der Burg Nanstein, 50,4 km[7]

#### Südliche Weinstraße
An der Südlichen Weinstraße im Bereich rund um Annweiler und Bad Bergzabern liegen die Touren 7 bis 10, die zwischen 29 und 51 km lang sind und dabei zwischen 840 und 1.480 Höhenmeter aufweisen:
- Tour 7 Albersweiler (Annweiler-Nord) – ab dem Haltepunkt Albersweiler, 32 km, 830 hm
- Tour 8 Annweiler (Annweiler-Süd) – ab dem Bahnhof Annweiler am Trifels, 51 km, 1140 hm
- Tour 9 Bad Bergzabern (Bad Bergzabern-Nord) – ab dem Bahnhof Bad Bergzabern, 41 km, 1120 hm
- Tour 10 Oberotterbach (Bad Bergzabern-Süd) – ab dem Plätzel Oberotterbach, 31 km, 1150 hm

#### Wasgau
Im Bereich von Hauenstein und Dahn liegen die Touren 11 bis 16, die zwischen 24 und 78 km lang sind und dabei zwischen 640 und 1.990 Höhenmeter überwinden:
- Tour 11 Hauenstein –  ab dem Haltepunkt Hauenstein-Mitte, 40 km, 1010 hm
- Tour 12 Hauenstein-West – ab dem Haltepunkt Hauenstein-Mitte, 43 km, 1150 hm
- Tour 13 Dahn (Dahn-Mitte) – ab dem Bahnhof Dahn, 81 km, 2020 hm
- Tour 14 Bundenthal (Dahn-Südost) – ab dem Bahnhof Bundenthal-Rumbach, 26 km, 640 hm
- Tour 15 Bundenthal (Dahn-Süd) – ab dem Bahnhof Bundenthal-Rumbach, 30 km, 870 hm
- Tour 16 Fischbach bei Dahn (Dahn-Südwest) – ab dem Biosphärenhaus, 39 km, 790 hm

#### Pirmasens
Im Südwesten des Pfälzerwaldes im Bereich Pirmasens, Lemberg und Eppenbrunn liegen die Touren 17 bis 20, die 24 bis 59 km Länge und zwischen 530 und 1.240 Höhenmeter aufweisen:
- Tour 17 Eppenbrunn (Pirmasens-Land-Süd) – ab dem Freizeitpark Eppenbrunn, 60 km, 970 hm
- Tour 18 Lemberg / Langmühle (Pirmasens-Land-Mitte) – ab dem Rudolf-Keller-Haus, 43 km, 990 hm
- Tour 19 Lemberg (Pirmasens-Land-Nord) – ab der Burg Lemberg, 25 km, 460 hm
- Tour 20 Pirmasens – ab dem Parkplatz Eisweiher, 57 km, 1110 hm

### Sonderstrecken und Parcours
Fahrtechnische Abwechslung im Mountainbikepark Pfälzerwald bieten mehrere Sonderstrecken und Parcours mit Freeride-Dirtparks, Technik- und Singletrailparcours, North Shore oder Cross-Country-Strecken:
- Bikepark Trippstadt – Strecken und Hindernisse mit verschiedenen Schwierigkeitsgraden; ein Dirt-Bereich, ein Kinderparcour, eine Downhill-Strecke sowie eine Techniksektion; Sportstätte für das Erlernen und anspruchsvolles Mountainbike-Training.
- Singletrail Technikparcours Hochspeyer – Über 3 km Singletrails in verschiedenen Schwierigkeitsgraden; Slalomstrecken mit Spitzkehren in verschiedenen Schwierigkeitsgraden.
- Technikparcours Schopp – „Einstieg“ in die Welt des Mountainbiken; Auf insgesamt 15 verschiedenen Stationen werden fast alle in freier Natur vorkommenden Fahrsituationen simuliert; Eine CC-Rennstrecke ist in unmittelbarer Nähe.
- Dirtbike-Park Dahn

## Trägerschaft
Die Pfälzerwald Touristik, bestehend aus den Verbandsgemeinden Lambrecht (Pfalz), Rodalben und Waldfischbach-Burgalben sowie der ehemaligen Verbandsgemeinden Hochspeyer und Kaiserslautern-Süd, hat das Projekt in Zusammenarbeit mit
der Landesforstverwaltung und der Universität Kaiserslautern geplant und umgesetzt.
Die Verwaltung des Mountainbikeparks Pfälzerwald wird heute über die Verbandsgemeinde Kaiserslautern-Süd durchgeführt.